# 罗肯豪森
罗肯豪森（德語：Rockenhausen，發音：[ʁɔkn̩ˈhaʊzn̩] ⓘ）是德国莱茵兰-普法尔茨州唐纳山县的城市，面积36.83平方千米，2023年12月31日人口为5,395人。